# Fender Telecaster Thinline
Fender Telecaster Thinline je električna poluakustična gitara koju je Fender proizveo 1972. godine. Dizajn ovog modela gitare vuče korijen iz 1968. godine od njemačkog graditelja glazbenih instrumenata Ragera Rossmeisla koji ju je naredne godine i predstavio. U suradnji s Fenderom 1972. godine unaprijedio ju je s ugrađenom konfiguracijom od dva dvostruka Fender Wide Range elektromagneta, ugradbom vratne šipke kroz vrat gitare koji je za tijelo (također po novom) sada bio pričvršćen s tri vijka.

Izvorna zamisao dizajna u pristupu gradnje poluakustičnog modela je težnja ka smanjivanju težine od ondašnjeg dizajna modela s punim tijelom, koja je tijekom '60-ih realno zbog otežane opskrbe lakšim jasenovim drvetom činila modele sve težim. Izražajni F otvor, i preoblikovana ploča na tijelu gitare, najznačajniji su dodatci u gradnji ovog modela.

Danas prepoznajemo dvije verzije Telecaster Thineline modela. Prva iz 1969. godine s dva standardna telecaster elektromagneta i tijelom od mahagonija. I druga, iz 1972. godine koja se temelji na Fender Telecaster Deluxe modelu, s dva Fender Wide Range dvostruka elektromagneta, i tijelom od punog (močvarnog) jasena.

Ovi modeli kao dio Classic serije električnih, i bas-gitari, proizvedeni su u Fenderovim pogonima u Meksiku, odnosno u Japanu.

Od 2005. godine kao verzija Factory Special Run (FSR) proizvodi se i u američkim pogonima Fender Custom Shopa.

## Fender '90 Telecaster Thinline
Ovaj model kratkog vijeka temelji se na modelu Telecaster Thinline iz '69-te godine, ali s mnogim modernijim značajkama koje se nalaze i na modelima American Standard serije proizvedene od 1986., i 2000. godine.
Model Fender '90 Telecaster je predstavljen 1998. godine, a prestao se proizvoditi početkom 2000-ih godina.

## American Vintage Telecaster Thinline (FSR)
Tvrtka Corona 2004-te godine proizvela je nekoliko Fender USA modela za kompaniju Yamano u Japanu. Unatoč tome što su modeli izgrađeni isključivo za prodaju u Japanu, zbog izuzetne kvalitete mnogim glazbenicima je bila želja da isti budu dostupani i u Americi.

## Squier Thinline Telecaster
Fenderov drugi brand po proizvodnji žičanih glazbenih instrumenata Squier također proizvodi modele Telecaster gitare. To su modeli Master Series Thinline Telecaster, Vintage Modified Series Thinline Telecaster i Classic Vibe Thinline Telecaster.

U modelima Master serije konfiguraciju elektromagneta čine dva uparena jednostruka Duncan Designed P-90 elektromagneta. Kontrolni potovi su dva za volumen, i jedan za ton. Uporabna shema elektromagneta ostvari se pomoću trodjelnog preklopnika.

Modeli Vintage Modified serija po dizajnu više je tradicionalna. Oslanja se na Fender Thinline modele proizvedene oko '69-te godine koju ističu: dva jednostruka Duncan Designed elektromagneta, jedan pot za kontrolu glasnoće i jedan za ton. Kao i u prethodnom modelu trodjelni preklopnik služi za odabir uporabne sheme elektromagneta.

Modeli Classic Vibe Thinline također se temelje na Fender Thinline modelima iz '69-te godine, ali im je tijelo izrađeno od mahagonija, s jednostrukim Alnico V elektromagnetima.

Međutim, u pauzi od uobičajenih Fenderovih: Standard, Master i Vintage Modified serija, značajka više za spomenuti su Gibsonovi ES modeli gitara s nešto kraćom (628,65 mm) skalom, od Fenderove 647,7 mm. 

## Poznati korisnici
- Brian Bell u američkom alternativnom rock sastavu Weezer.
- Brian Molko i Stefan Olsdal, u britanskoj alternativnoj rock skupini Placebo.
- David Byrne američki glazbenik.
- Emma Anderson u engleskoj alternativnoj rock skupini Lush.
- Gordon Gano isto tako u američkom alternativnom rock sastavu  Violent Femmes.
- James Valentine u američkoj pop rock skupini Maroon 5.
- Jimmy Buffett američki pjevač, pisac pjesama i poduzetnik.
- Jonny Buckland u britanskoj alternativnoj rock skupini Coldplay.
- Jonny Lang američki glazbenik.
- Justin Vernon u američkoj folk rock skupini Bon Iver.
- Lissie američka folk rock glazbenica.
- Ler LaLonde u američkom rock sasavu Primus.
- Mauro Pawlowski u belgijskom rock sastavu Deus.
- Mike Einziger u američkom rock sastavu Incubus.
- Richey Edwards u engleskoj alternativnoj rock skupini Manic Street Preachers.
- Tab Benoit američki pjevač, i blues gitarista.
- Taylor York u američkom rock sastavu Paramore.
- Thom Yorke u engleskoj rock skupini Radiohead.
- Zach Myers u američkom rock sastavu Shinedown.

## Vanjske poveznice
- "Fender Telecaster Thinline (klasik serija) - opisni sadržaj na Fenderovoj službenoj internet stranici".[neaktivna poveznica]
- "Fender Telecaster Thinline (klasik serija) na guitarcenter.com".[neaktivna poveznica]